# Premio César per la migliore fotografia
Il premio César per la migliore fotografia (César de la meilleure photographie) è un premio cinematografico assegnato annualmente dall'Académie des arts et techniques du cinéma a partire dal 1976 alla miglior fotografia di un film di produzione francese uscito nelle sale cinematografiche nel corso dell'anno precedente.
I plurivincitori, con tre riconoscimenti, sono Philippe Rousselot, Yves Angelo e Thierry Arbogast.

## Albo d'oro
I vincitori sono indicati in grassetto, a seguire gli altri candidati.

### Anni 1976-1979
- 1976: Sven Nykvist - Luna nera (Black moon)
  - Étienne Becker - Frau Marlene (Le vieux fusil)
  - Pierre Lhomme - Un'orchidea rosso sangue (La chair de l'orchidée)
  - Pierre Lhomme - Il mio uomo è un selvaggio (Le sauvage)
- 1977: Bruno Nuytten - La Meilleure Façon de marcher e Barocco
  - Étienne Becker - Professione... giocattolo (Le jouet)
  - Gerry Fisher - Mr. Klein (Monsieur Klein)
  - Claude Renoir - Il caso del dottor Gailland (Docteur Françoise Gailland)
  - Claude Renoir - Una femmina infedele (Une femme fidèle)
- 1978: Raoul Coutard - L'uomo del fiume (Le crabe tambour)
  - Ricardo Aronovich - Providence
  - Pierre Lhomme - Gli aquiloni non muoiono in cielo (Dites-lui que je l'aime)
  - Andreas Winding - L'accusatore (L'imprécateur)
- 1979: Bernard Zitzermann - Molière
  - Néstor Almendros - La camera verde (La chambre verte)
  - Jean Boffety - Una donna semplice (Une histoire simple)
  - Pierre Lhomme - Judith Therpauve

### Anni 1980-1989
- 1980: Ghislain Cloquet - Tess
  - Néstor Almendros - Il fuorilegge (Perceval le Gallois)
  - Bruno Nuytten - Le sorelle Brontë (Les sœurs Brontë)
  - Jean Penzer - Buffet freddo (Buffet froid)
- 1981: Néstor Almendros - L'ultimo metrò (Le dernier métro)
  - Pierre-William Glenn - La morte in diretta (La mort en direct)
  - Sacha Vierny - Mio zio d'America (Mon oncle d'Amérique)
  - Bernard Zitzermann - La banchiera (La banquière)
- 1982: Philippe Rousselot - Diva
  - Claude Agostini - La guerra del fuoco (La guerre du feu)
  - Bruno Nuytten - Guardato a vista (Garde à vue)
  - Jean Penzer - Malevil
- 1983: Henri Alekan - La Truite
  - Raoul Coutard - Passion
  - Jean Penzer - Una camera in città (Une chambre en ville)
  - Edmond Richard - I miserabili (Les misérables)
- 1984: Bruno Nuytten - Ciao amico (Tchao Pantin)
  - Ricardo Aronovich - Ballando ballando (Le bal)
  - Pierre Lhomme - Mia dolce assassina (Mortelle randonnée)
  - Philippe Rousselot - Lo specchio del desiderio (La lune dans le caniveau)
- 1985: Bruno de Keyzer - Una domenica in campagna (Un dimanche à la campagne) 
  - Pasqualino De Santis - Carmen
  - Bruno Nuytten - Fort Saganne
  - Sacha Vierny - L'amour à mort
- 1986: Jean Penzer - Shocking Love (On ne meurt que 2 fois) 
  - Renato Berta - Rendez-vous
  - Pasqualino De Santis - Harem
  - Carlo Varini - Subway
- 1987: Philippe Rousselot - Thérèse
  - Jean-Yves Escoffier - Rosso sangue (Mauvais sang)
  - Bruno Nuytten - Jean de Florette (Jean de Florette)
  - Charles Van Damme - Mélo (Mélo)
- 1988: Renato Berta - Arrivederci ragazzi (Au revoir les enfants) 
  - Patrick Blossier - Miss Mona
  - Willy Kurant - Sotto il sole di Satana (Sous le soleil de Satan)
- 1989: Pierre Lhomme - Camille Claudel
  - Philippe Rousselot - L'orso (L'ours)
  - Carlo Varini - Le grand bleu

### Anni 1990-1999
- 1990: Yves Angelo - Notturno indiano (Nocturne indien) 
  - Bruno de Keyzer - La vita e niente altro ( La vie et rien d'autre)
  - Philippe Rousselot - Troppo bella per te! (Trop belle pour toi)
- 1991: Pierre Lhomme - Cyrano de Bergerac
  - Thierry Arbogast - Nikita
  - Eduardo Serra - Il marito della parrucchiera (Le mari de la coiffeuse)
- 1992: Yves Angelo - Tutte le mattine del mondo (Tous les matins du monde) 
  - Darius Khondji - Delicatessen
  - Gilles Henry e Emmanuel Machuel - Van Gogh
- 1993: François Catonné - Indocina (Indochine) 
  - Yves Angelo - L'accompagnatrice (L'accompagnatrice)
  - Yves Angelo - Un cuore in inverno  (Un cœur en hiver)
  - Robert Fraisse - L'amante (L'amant)
- 1994: Yves Angelo - Germinal
  - Renato Berta - Smoking/No Smoking
  - Sławomir Idziak - Tre colori: Film Blu (Trois couleurs: Bleu)
- 1995: Philippe Rousselot - La Regina Margot (La Reine Margot) 
  - Thierry Arbogast - Léon
  - Bernard Lutic - Il colonnello Chabert (Le colonel Chabert)
- 1996: Thierry Arbogast - L'ussaro sul tetto (Le hussard sur le toit) 
  - Pierre Aïm - L'odio (La haine)
  - Darius Khondji - La città perduta (La cité des enfants perdus)
- 1997: Thierry Machado, Hugues Ryffel, Claude Nuridsany e Marie Pérennou - Microcosmos - Il popolo dell'erba (Microcosmos)
  - Thierry Arbogast - Ridicule
  - Jean-Marie Dreujou - Profumo d'Africa (Les caprices d'un fleuve)
- 1998: Thierry Arbogast - Il quinto elemento (Le cinquième élément) 
  - Benoît Delhomme - Artemisia - Passione estrema (Artemisia)
  - Jean-François Robin - Il cavaliere di Lagardère (Le bossu)
- 1999: Éric Gautier - Ceux qui m'aiment prendront le train
  - Laurent Dailland - Place Vendôme
  - Agnès Godard - La vita sognata degli angeli (La vie rêvée des anges)

### Anni 2000-2009
- 2000: Eric Guichard - Himalaya - L'infanzia di un capo (Himalaya, l'enfance d'un chef)
  - Thierry Arbogast - Giovanna d'Arco (Jeanne d'Arc)
  - Jean-Marie Dreujou - La ragazza sul ponte (La fille sur le pont)
- 2001: Agnès Godard - Beau Travail
  - Thierry Arbogast - I fiumi di porpora (Les rivières pourpres)
  - Éric Gautier - Les destinées sentimentales
- 2002: Tetsuo Nagata - La chambre des officiers
  - Bruno Delbonnel - Il favoloso mondo di Amélie (Le fabuleux destin d'Amélie Poulain)
  - Mathieu Vadepied - Sulle mie labbra (Sur mes lèvres)
- 2003: Paweł Edelman - Il pianista (The Pianist) 
  - Patrick Blossier - Amen. (Amen)
  - Jeanne Lapoirie - 8 donne e un mistero (8 Femmes)
- 2004: Thierry Arbogast - Bon Voyage
  - Pierre Aïm - Monsieur N.
  - Agnès Godard - Anime erranti (Les Égarés)
- 2005: Bruno Delbonnel - Una lunga domenica di passioni (Un long dimanche de fiançailles) 
  - Jean-Marie Dreujou - Due fratelli (Deux frères)
  - Éric Gautier - Clean - Quando il rock ti scorre nelle vene (Clean)
- 2006: Stéphane Fontaine - Tutti i battiti del mio cuore (De battre mon cœur s'est arrêté) 
  - Éric Gautier - Gabrielle
  - William Lubtchansky - Les amants réguliers
- 2007: Julien Hirsch - Lady Chatterley
  - Patrick Blossier - Days of Glory (Indigènes)
  - Éric Gautier - Cuori (Coeurs)
  - Christophe Offenstein - Non dirlo a nessuno (Ne le dis à personne)
  - Guillaume Schiffman - OSS 117: Le Caire, nid d'espions
- 2008: Tetsuo Nagata - La vie en rose (La Môme)
  - Yves Angelo - La deuxième souffle
  - Giovanni Fiore Coltellacci - Giorni di guerra (L'Ennemi intime)
  - Janusz Kaminski - Lo scafandro e la farfalla (La scaphandre et le papillon)
  - Gérard de Battista - Un secret
- 2009: Laurent Brunet - Séraphine
  - Robert Gantz - Nemico pubblico N. 1 - L'istinto di morte (Mesrine: L'instinct de mort) / Nemico pubblico N. 1 - L'ora della fuga (Mesrine: L'ennemi public n° 1)
  - Éric Gautier - Racconto di Natale (Un conte de Noël)
  - Agnès Godard - Home
  - Tom Stern - Paris 36 (Faubourg 36)

### Anni 2010-2019
- 2010: Stéphane Fontaine - Il profeta (Un prophète)
  - Christophe Beaucarne - Coco avant Chanel - L'amore prima del mito (Coco avant Chanel)
  - Laurent Dailland - Welcome
  - Éric Gautier - Gli amori folli (Les Herbes folles)
  - Glynn Speeckaert - À l'origine
- 2011: Caroline Champetier - Uomini di Dio (Des hommes et des dieux)
  - Christophe Beaucarne - Tournée
  - Paweł Edelman - L'uomo nell'ombra (The Ghost Writer)
  - Bruno de Keyzer - La princesse de Montpensier
  - Guillaume Schiffman - Gainsbourg (vie héroïque)
- 2012: Guillaume Schiffman - The Artist
  - Pierre Aïm - Polisse
  - Josée Deshaies - L'Apollonide - Souvenirs de la maison close
  - Julien Hirsch - Il ministro - L'esercizio dello Stato (L'Exercice de l'État)
  - Mathieu Vadepied - Quasi amici - Intouchables (Intouchables)
- 2013: Romain Winding – Les Adieux à la Reine
  - Darius Khondji – Amour
  - Stéphane Fontaine – Un sapore di ruggine e ossa (De rouille et d'os)
  - Caroline Champetier – Holy Motors
  - Guillaume Schiffman - Tutti pazzi per Rose (Populaire)
- 2014: Thomas Hardmeier - Lo straordinario viaggio di T.S. Spivet (The Young and Prodigious T.S. Spivet)
  - Claire Mathon - Lo sconosciuto del lago (L'Inconnu du lac)
  - Jeanne Lapoirie - Michael Kohlhaas
  - Mark Ping Bing Lee - Renoir
  - Sofian El Fani - La vita di Adele (La Vie d'Adèle - Chapitres 1 & 2)
- 2015: Sofian El Fani – Timbuktu
  - Christophe Beaucarne – La bella e la bestia (La Belle et la Bête)
  - Josée Deshaies – Saint Laurent
  - Yorick Le Saux – Sils Maria
  - Thomas Hardmeier – Yves Saint Laurent
- 2016: Christophe Offenstein – Valley of Love
  - Éponine Momenceau – Dheepan - Una nuova vita (Dheepan)
  - Glynn Speeckaert – Marguerite
  - David Chizallet e Ersin Gök – Mustang
  - Irina Lubtchansky – I miei giorni più belli (Trois souvenirs de ma jeunesse)
- 2017: Pascal Marti - Frantz
  - Stéphane Fontaine - Elle
  - Caroline Champetier - Agnus Dei (Les Innocentes)
  - Guillaume Deffontaines - Ma Loute
  - Christophe Beaucarne - Mal di pietre (Mal de pierres)
- 2018: Vincent Mathias - Ci rivediamo lassù (Au revoir là-haut)
  - Jeanne Lapoirie - 120 battiti al minuto (120 battements par minute)
  - Christophe Beaucarne - Barbara
  - Caroline Champetier - Les Gardiennes
  - Guillaume Schiffman - Il mio Godard (Le redoutable)
- 2019: Benoît Debie - I fratelli Sisters (The Sisters Brothers)
  - Alexis Kavyrchine - La douleur
  - Laurent Tangy - 7 uomini a mollo (Le Grand Bain)
  - Nathalie Durand - L'affido - Una storia di violenza (Jusqu'à la garde)
  - Laurent Desmet - Lady J (Mademoiselle de Joncquières)

### Anni 2020-2029
- 2020: Claire Mathon – Ritratto della giovane in fiamme (Portrait de la jeune fille en feu)
  - Nicolas Bolduc – La belle époque
  - Paweł Edelman – L'ufficiale e la spia (J'accuse)
  - Irina Lubtchansky – Roubaix, una luce nell'ombra (Roubaix, une lumière)
  - Julien Poupard – I miserabili (Les Misérables)
- 2021: Alexis Kavyrchine – Adieu les cons
  - Hichame Alaouié – Estate '85 (Été 85)
  - Simon Beaufils – Io, lui, lei e l'asino (Antoinette dans les Cévennes)
  - Laurent Desmet – Les choses qu'on dit, les choses qu'on fait
  - Antoine Parouty e Paul Guilhaume – Adolescentes
- 2022: Christophe Beaucarne - Illusioni perdute (Illusions perdues)
  - Caroline Champetier - Annette
  - Paul Guilhaume - Parigi, 13Arr. (Les Olympiades)
  - Tom Harari - Onoda - 10.000 notti nella giungla (Onoda, 10 000 nuits dans la jungle)
  - Ruben Impens - Titane
- 2023: Artur Tort - Pacifiction - Un mondo sommerso (Pacifiction - Tourment sur les îles)
  - Patrick Ghiringhelli - La notte del 12 (La Nuit du 12)
  - Alexis Kavyrchine - La vita è una danza (En corps)
  - Claire Mathon - Saint Omer
  - Julien Poupard - Forever Young - Les Amandiers (Les Amandiers)
- 2024: David Cailley - The Animal Kingdom (Le Règne animal)
  - Simon Beaufils - Anatomia di una caduta (Anatomie d'une chute)
  - Nicolas Bolduc - I tre moschettieri - D'Artagnan (Les Trois Mousquetaires: D'Artagnan) e I tre moschettieri - Milady (Les Trois Mousquetaires: Milady)
  - Patrick Ghiringhelli - Il caso Goldman (Le Procès Goldman)
  - Jonathan Ricquebourg - Il gusto delle cose (La Passion de Dodin Bouffant)
- 2025: Paul Guilhaume – Emilia Pérez
  - Nicolas Bolduc – Il conte di Montecristo (Le Comte de Monte-Cristo)
  - Tristan Galand – La storia di Souleymane (L'Histoire de Souleymane)
  - Claire Mathon – L'uomo nel bosco (Miséricorde)
  - Laurent Tangy – L'amore che non muore (L'Amour ouf)